# 上總康行
上總 康行（かずさ やすゆき、1944年3月14日 - ）は日本の会計学者。京都大学名誉教授、福井県立大学名誉教授。専門は管理会計。兵庫県尼崎市生まれ、高校卒業まで丹後の宮津・与謝野町で育つ。
高校卒業後、蓄電池のトップメーカーであった日本電池（本社：京都市、一部上場企業）で高卒技術者として働きつつ、立命館大学の理工学部と経営学部で学んだ。経営学部では西田博助教授（後に、大阪市立大学教授）のゼミナールの指導を通じて会計学に関心を持つようになる。大学院進学のため日本電池を退社し、大阪経済大学の大学院経済学研究科修士課程、立命館大学の大学院経営学研究科博士課程で会計学の研鑽を積んだ。立命館大学の博士課程では河合信雄教授（後に、京都経済短期大学学長）に師事し、会計学の奥深さと厳しさを教わった。同時に、京都大学の高寺貞男教授の研究室では会計史研究の面白さに加えて海外研究の重要性を教わった。また京都会計学研究会（河合信雄教授主宰）や九州会計学研究会（津守常弘教授主宰）を通じて多くの先生方から独創性に溢れる多様な会計学研究を学んだ。博士課程の単位取得後退学し、名古屋市天白区に位置する名城大学商学部へ赴任し、大学教員として研究と教育に励むこととなる。
福井県立大学地域経済研究所名誉教授・客員研究員。

## 学歴
- 1956年 京都府与謝郡与謝野町立市場小学校卒業
- 1959年 京都府与謝郡与謝野町立江陽中学校卒業
- 1962年 京都府立宮津高等学校電気科卒業
- 1968年 立命館大学理工学部卒業
- 1972年 立命館大学経営学部卒業
- 1974年 大阪経済大学大学院経済学研究科修士課程修了（経済学修士）
- 1977年 立命館大学大学院経営学研究科博士課程単位取得後退学
- 1991年 京都大学で経済学博士（論経博第121号）の学位取得

## 職歴
- 1962年 日本電池株式会社（現在の株式会社ジーエス・ユアサコーポレーション）入社
- 1971年 大学院進学のため、同社依願退職
- 1978年 名城大学商学部専任講師
- 1981年 名城大学商学部助教授
- 1989年 名城大学商学部教授
- 1995年 京都大学経済学部助教授
- 1996年 京都大学経済学部教授
- 1997年 京都大学大学院経済学研究科教授
- 2006年 公認会計士試験委員（2008年11月まで3年間）
- 2007年 福井県立大学経済学部教授、京都大学名誉教授、財団法人メルコ学術振興財団（本部：名古屋市）理事長
- 2010年 立命館アジア太平洋大学国際経営学部客員教授
- 2012年 福井県立大学名誉教授、公益財団法人メルコ学術振興財団（本部：名古屋市、公益認定）代表理事
- 2019年 福井県立大学地域経済研究所客員研究員

## 学会賞受賞
- 1990年 日本会計史学会
- 2003年 日本原価計算研究学会
- 2013年 日本管理会計学会（論文賞）
- 2015年 日本管理会計学会（功績賞）
- 2022年 日本管理会計学会（論文賞）
- 2024年 日本原価計算研究学会（著作賞）

## 主要著書
- 『アメリカ管理会計史』（上下巻）同文舘, 1989年。
- 『入門MS-DOS：FMR,FM TOWNS版』ソフトバンク，1991年。
- 『管理会計論』新世社，1993年。
- 『入門MS-DOS6.2：FMR,FM TOWNS版』ソフトバンク，1995年。
- 『情報処理入門』（岸川典昭と共編著）中央経済社，1995年。
- 『倒産指数』（現代会計カンファランス編［代表］）日本経済新聞社, 1997年。
- 『経営科学入門』（平井孝治と共編著）中央経済社，1997年。
- 『会計情報システム』（共著）中央経済社，2000年。
- 『次世代管理会計の構想』（澤邉紀生との共編著）中央経済社，2006年。
- 『戦略的投資決定と管理会計』（デリル・ノースコット著）（監訳），中央経済社, 2010年。
- 『経営革新から地域経済活性化へ』（中沢孝夫との共編著）京都大学学術出版会, 2012年。
- 『ケースブック管理会計』新世社, 2014年。
- 『次世代管理会計の礎石』（澤邉紀生との共編）中央経済社, 2015年。
- 『ものづくり企業の管理会計』（長坂悦敬との共編著）中央経済社, 2016年。
- 『管理会計論＜第2版＞』新世社, 2017年。
- 『コマツのダントツ経営』（編著）中央経済社，2021年。
- 『現場改善会計論：改善効果の見える化』（柊紫乃との共著）中央経済社，2023年。
- 『次世代管理会計の進展』（編）中央経済社，2024年。